# Sándor Arizs
Sándor Arizs (* 30. Mai 1935 in Solt; † 1. Juni 2004 in Nürnberg) war ein ungarischer Opernsänger (Tenor). Er wirkte fast 25 Jahre am Opernhaus Nürnberg.

## Leben

### Ausbildung und Anfänge
Sándor Arizs absolvierte zunächst ab 1950 eine Ausbildung zum Dreher bei den Ungarischen Optischen Werken (Magyar Optikai Művek). Nach der Ausbildung arbeitete er dort bis 1960 in diesem Beruf. Während dieser Zeit sang er bei kulturellen Veranstaltungen. So wurde László Garai, der Direktor des firmeneigenen Kulturhauses, auf ihn aufmerksam und zu seinem Förderer. Er bekam ein Stipendium für ein Gesangsstudium, das von der Fabrik übernommen wurde. Er studierte von 1960 bis 1964 an der Franz-Liszt-Musikakademie in Budapest bei dem in Ungarn sehr bekannten Bariton Andor Lendvay. Daneben erhielt er Unterricht im Klavierspiel und in Harmonielehre. Während seines Studiums trat er an der Ódry-Bühne der Hochschule für Schauspiel- und Filmkunst auf. Von 1964 bis 1968 hatte er sein erstes Engagement am Theater Meiningen, wo er als Cavaradossi in Tosca debütierte. Dort sang er u. a. auch die Titelpartie in Othello. Im Juli 1968 kam Arizs in die BRD. Es folgte von August 1968 bis August 1970 ein Festengagement am Theater Lübeck (Städtische Bühnen Lübeck).
Ab der Spielzeit 1970/71 (Vertragsbeginn: September 1970) war er, von Hans Gierster verpflichtet, am Opernhaus Nürnberg als „Dramatischer Tenor“, später auch als „Jugendlich-dramatischer Tenor und Charaktertenor“ engagiert. Insbesondere gehörten die großen dramatischen Tenor-Partien von Giuseppe Verdi und Giacomo Puccini zum Schwerpunkt seines Repertoires. In diesem Rollenfach hatte Arizs mit seiner „außergewöhnlich voluminösen“ und „markanten“ Stimme große Erfolge.

### Karriere am Opernhaus Nürnberg

#### Die Premieren der 1970er Jahre
Noch vor dem offiziellen Antritt seines Festengagements debütierte Arizs im Juli 1970 am Opernhaus Nürnberg in einer Neuinszenierung der Operette Das Land des Lächelns (Regie: Kurt Leo Sourisseaux) als Prinz Sou-Chong, mit Sonja Knittel (Lisa) als Partnerin.
In der Spielzeit 1970/71 übernahm er, jeweils in Neuinszenierungen, den Herzog in Rigoletto (Premiere: November 1970) und den Bauernführer Hans Schwalb in Mathis der Maler (Premiere: März 1971) neben Ernst Gutstein in der Titelpartie.
In der Spielzeit 1971/72 folgten als Premierenrollen Narraboth in Salome (September 1971, mit Simone Mangelsdorff in der Titelpartie), Edgardo in Lucia di Lammermoor (November 1971), Ismaele in Nabucco (Februar 1972) und erstmals Don José in Carmen (Juni 1972). In der Spielzeit 1972/73 übernahm er die Titelpartie in einer Neuproduktion von Hoffmanns Erzählungen (Premiere: Juni 1973). In der Spielzeit 1973/74 sang er den Nero in Die Krönung der Poppea (neben Sonja Knittel als Drusilla).
In der Spielzeit 1973/74 übernahm er erstmals den Cavaradossi in einer Tosca-Neuinszenierung (Premiere: Juli 1974), in der alternierend Maria de Francesca-Cavazza und Johanna-Lotte Fecht die Titelpartie sangen. In der Spielzeit 1974/75 war er der Manrico in Hans Neuenfels’ umstrittener erster, damals massive Publikumsproteste auslösenden Operninszenierung Der Troubadour (Premiere: Dezember 1974, mit Dunja Vejzovic als Azucena, Maria de Francesca-Cavazza als Leonora und Andreas Camillo Agrelli als Partnern).
Weitere Premierenrollen von Sándor Arizs in den 1970er Jahren waren: Hans in Die verkaufte Braut (Spielzeit 1975/76, Premiere: November 1975, mit Ursula Wendt-Walther als Marie), Radamès in Aida (Spielzeit 1976/77, Premiere: Oktober 1976, mit Fabio Giongo als Amonasro), Samson in Samson und Dalila (Spielzeit 1977/78, Premiere: Dezember 1977, mit Dunja Vejzovic als Dalila), der Titelheld in Otello (Spielzeit 1977/78, Premiere: April 1978) und Turiddu in Cavalleria rusticana (Spielzeit 1978/79, Premiere: November 1978).
In der Spielzeit 1979/80 (Premiere: Mai 1980) sang er mit großem Erfolg die Titelpartie in einer Nürnberger Neuinszenierung von Jules Massenets Oper Werther.

#### Die Premieren der 1980er Jahre
Auch in den 1980er Jahren gehörte Arizs mit zahlreichen Hauptrollen in Neuinszenierungen zu den führenden Protagonisten am Opernhaus Nürnberg. Vor allem in italienischen Partien konnte er seine Stimmkraft hervorragend einsetzen.
In der Spielzeit 1980/81 (Premiere: Mai 1981, mit weiteren Aufführungen bis Februar 1982) verkörperte er den Pedro in Tiefland. In der Spielzeit 1981/82 (Premiere: Juli 1982) sang er den Rodolfo in einer Neuinszenierung von La Bohème (Regie: Gilbert Deflo). In der Spielzeit 1981/82 (Premiere: Mai 1982) sang er in einer weiteren Nürnberger Tosca-Neuinszenierung erneut den Cavaradossi. Im Oktober 1982 sang er am Opernhaus Nürnberg den Cavaradossi in einer Gala-Vorstellung an der Seite von Gwyneth Jones.
Es folgten Premierenrollen als Edgardo in Lucia di Lammermoor (Spielzeit 1982/83, Premiere: April 1983), wieder Don José in Carmen (Spielzeit 1983/84, Premiere: November 1983 mit Gail Gilmore als Titelheldin), der Titelheld in Don Carlos (März 1984, Wiederaufnahme der Produktion aus der Spielzeit 1979/80, damals mit Karl-Heinz Thiemann), Kalaf in Turandot (Spielzeit 1986/87, Premiere Dezember 1986, mit weiteren Vorstellungen bis Juli 1989), Ismael in Nabucco (Spielzeit 1987/88, Premiere: Februar 1988, mit weiteren Vorstellungen bis November 1990).
Ab März 1988 war er am Opernhaus Nürnberg wieder als Rodolfo in La Bohème zu hören, mit Gail Steiner als Mimì als Partnerin. Von April bis Juli 1988 stand er als Don José in der Wiederaufnahme der Carmen-Produktion mit Diane Elias auf der Bühne.
In der Spielzeit 1988/89 sang er von April bis Juni 1989 den Canio in einer Pagliacci-Neuinszenierung. In der Spielzeit 1989/90 übernahm er die Rolle von Ludwig XVI. in Siegfried Matthus’ Oper Graf Mirabeau. Außerdem sang er in der Spielzeit 1989/90 den Narraboth in Salome (als Zweitbesetzung für den US-amerikanischen Tenor James McLean). Als Zweitbesetzung sang er in der Spielzeit 1990/91 noch einmal im Februar/März 1991 in einigen wenigen Vorstellungen den Manrico.

#### Operette
Parallel zu seiner Opernkarriere widmete sich Arizs auch regelmäßig der Operette.
In Nürnberger Neuinszenierungen sang er in diesem Bereich u. a. den Maler Armando Cellini in der Revue-Operette Maske in Blau (Spielzeit 1973/74) und Prinz Sou Chong in der Lehár-Operette Das Land des Lächelns in zwei Nürnberger Neuinszenierungen in den 1970er und 1980er Jahren.
In der Spielzeit 1984/85 übernahm er die männlichen Hauptrollen in gleich drei Nürnberger Operetten-Neuproduktionen, in denen jeweils die damalige Nürnberger Operettendiva Gail Steiner seine Partnerin war. Arizs sang die Titelpartie in Paganini (November 1984), den René in Die Dubarry (April 1985) und Sándor Barinkay in Der Zigeunerbaron (Juli 1985).

### Letzte Auftritte und Krankheit
Seine letzten regelmäßigen Auftritte in Hauptrollen hatte Arizs in der Spielzeit 1991/92 in einer weiteren Wiederaufnahme der Carmen-Produktion (März bis Juni 1992) und in der Wiederaufnahme von La Bohème (Juni/Juli 1992, mit Gudrun Ebel als Mimì).
Anschließend konnte Arizs aufgrund einer schweren Krankheit, die zu längeren Ausfallzeiten führte, nur noch selten auftreten. Außerdem verhinderte die Besetzungspolitik des damaligen Nürnberger GMD Eberhard Kloke weitere Einsätze. Bis Januar 1993 sang Arizs noch in einigen Vorstellungen die kleine Rolle des Ersten Geharnischten in Die Zauberflöte. Seine letzten Auftritte am Nürnberger Opernhaus hatte er in den Spielzeiten 1993/94 und 1994/95 in der Mini-Rolle des Lebemanns Gontran in Pariser Leben (Januar–Juli 1994, November 1994). Mit Ende der Spielzeit 1995/96 schied Arizs nach 25 Jahren krankheitsbedingt aus dem Ensemble des Nürnberger Opernhauses aus.
Arizs starb im Juni 2004, wenige Tage nach seinem 69. Geburtstag, an den gesundheitlichen Folgen seiner schweren Krankheit. Er wurde auf dem Fürther Zentralfriedhof beigesetzt.

### Gastspiele
Sándor Arizs unternahm während seines 25-jährigen Engagements am Opernhaus Nürnberg nur wenige Gastspiele. In der Spielzeit 1971/72 gastierte er als Don José am Staatstheater am Gärtnerplatz in München. In der Spielzeit 1978/79 trat er am Staatstheater Darmstadt als Turiddu auf. Im Sommer 1980 gastierte er mit dem Ensemble des Opernhauses Nürnberg als Turiddu in Cavalleria rusticana im Bergwaldtheater Weißenburg 1980. 1982 gastierte er im Rahmen der Nürnberger Städtepartnerschaft in Skopje, wiederum als Turiddu mit Johanna-Lotte Fecht als Santuzza.